# ألان أوزموند
ألان أوزموند (بالإنجليزية: Alan Osmond)‏ هو مغني وعازف قيثارة أمريكي، ولد في 22 يونيو 1949 في أوغدن في الولايات المتحدة.

## وصلات خارجية
- ألان أوزموند على موقع IMDb (الإنجليزية)
- ألان أوزموند على موقع ميوزك برينز (الإنجليزية)
- ألان أوزموند على موقع إن إن دي بي (الإنجليزية)
- ألان أوزموند على موقع ديسكوغز (الإنجليزية)
- ألان أوزموند على موقع قاعدة بيانات الفيلم (الإنجليزية)